# Stormen på Brasiliens Kongres
Stormen på Brasiliens Kongres var et angreb fra tilhængere af Brasiliens tidligere præsident Jair Bolsonaro, der foregik søndag 8. januar 2023. Angrebet blev foretaget af flere tusinde personer, der ikke ville anerkende, at Luiz Inácio Lula da Silva havde vundet det brasilianske præsidentvalg 30. oktober 2022.

## Forløb
Undervejs brød de igennem afspærringer og angreb Brasiliens Nationalkongres (parlamentet), højesteret og præsidentpaladset (Palacio do Planalto (en)). Der blev desuden knust ruder og raseret kontorlokaler i parlamentet. Demonstranterne fremviste undervejs også et banner, der opfordrede militæret til at gribe ind overfor valgets resultat. Der var nogle af deltagerne, der nåede op til fjerde sal i Palacio do Planalto. Som et af de eneste rum blev præsident Lulas kontor ikke beskadiget, da de pga. ekstra beskyttelse ikke kunne trænge derind. Otte journalister, der dækkede begivenheden blev angrebet af demonstranterne.
Samme aften havde myndigheder igen kontrol med de nævnte steder. Der blev anholdt mindst 400 mennesker i forbindelse med angrebet. Demonstranter hævder, at Lula stjal sejren fra Bolsonaro, hvorfor de kræver en genoptælling af stemmerne fra 2. valgrunde. Lula selv befandt sig i delstaten São Paulo.
Guvernøren i hovedstadsdistriktet, Ibaneis Rocha, er efterfølgende blevet suspenderet i 90 dage af højesteretsdommer Alexandre de Moraes.

## Reaktioner
- Bolsonaro selv fordømmer angrebet og udtaler, at han ikke har opfordret til angrebet.[7] Han siger derudover, at det, der foregik ikke er tilladte demokratiske protester.[7][8]
- USA's præsident Joe Biden fordømmer angrebet på demokratiet og den fredelige magtoverdragelse.[9]
- Mexicos præsident Andrés Manuel López Obrador kalder angrebet "forkasteligt og udemokratisk kupforsøg".[10]
- EU-præsident Charles Michel fordømmer "angrebet på Brasiliens demokratiske institutioner".[10]
- Frankrigs præsident Emmanuel Macron udtaler, at "Brasilien og Lula kan regne med Frankrigs urokkelige støtte" og at "det brasilianske folks vilje og de demokratiske institutioner skal respekteres".[10]